# Amalienbrücke
Amalienbrücke est un pont routier situé sur la Hunte, à Oldenbourg, en Allemagne. Construit en 1893 et baptisé en l'honneur de la reine Amélie de Grèce, il a été plusieurs fois détruit et reconstruit.

## Histoire
Construit en 1893 pour soulager le pont Cäcilienbrücke (de), Amalienbrücke est un pont basculant fait de bois et d'acier. Démoli en 1926 au moment de l'aménagement du canal côtier (de), Amalienbrücke est reconstruit sous la forme d'un pont levant. Endommagé lors de l'invasion de l'Allemagne par les Alliés en 1945, Amalienbrücke est finalement restauré en 1950. Dans les années 1960 et 1970, l'augmentation du trafic routier à Oldenbourg rend Amalienbrücke obsolète. Reconstruit en aval de l'ancien pont en 1978-1980, Amalienbrücke prend alors la forme d'un pont routier.